# Distrito electoral de Lackey (condado de Cherry, Nebraska)
Lackey (en inglés: Lackey Precinct) es un distrito electoral ubicado en el condado de Cherry en el estado estadounidense de Nebraska. En el Censo de 2010 tenía una población de 95 habitantes y una densidad poblacional de 0,08 personas por km².

## Geografía
Lackey se encuentra ubicado en las coordenadas 42°16′56″N 101°33′30″O / 42.28222, -101.55833. Según la Oficina del Censo de los Estados Unidos, Lackey tiene una superficie total de 1126 km², de la cual 1110.97 km² corresponden a tierra firme y (1.33%) 15.03 km² es agua.

## Demografía
Según el censo de 2010, había 95 personas residiendo en Lackey. La densidad de población era de 0,08 hab./km². De los 95 habitantes, Lackey estaba compuesto por el 98.95% blancos, el 0% eran afroamericanos, el 0% eran amerindios, el 0% eran asiáticos, el 0% eran isleños del Pacífico, el 1.05% eran de otras razas y el 0% pertenecían a dos o más razas. Del total de la población el 2.11% eran hispanos o latinos de cualquier raza.